# Kaisermarsch

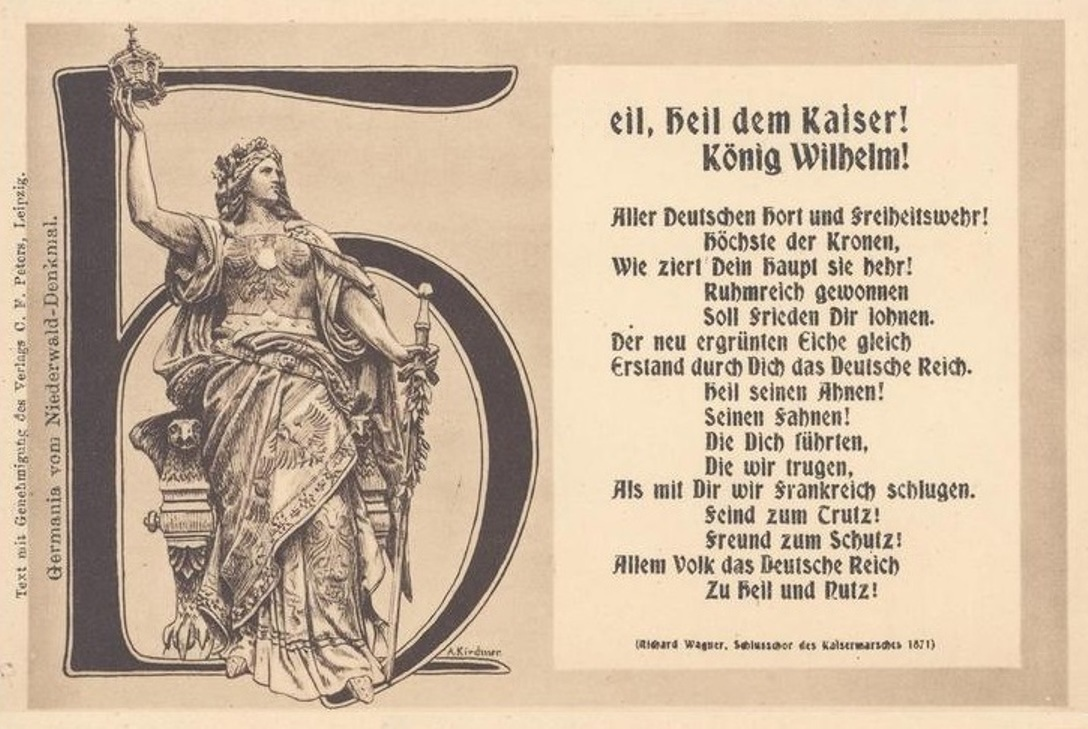
Postkarte mit Bild der Germania vom Niederwalddenkmal und Text des Kaisermarsch-Schlusschors

Der Kaisermarsch (WWV 104) ist ein patriotischer Marsch in B-Dur von Richard Wagner, der anlässlich der Gründung des Deutschen Reichs am 18. Januar 1871 geschrieben wurde. Auftraggeber war der Verleger C. F. Peters aus Leipzig, der eine „Festouverture zur Wiederauferstehung von Kaiser und Reich“ wünschte und ein Honorar von 1.500 Schweizer Franken bot.
Wagner stellte den Kaisermarsch am 15. März 1871 in Tribschen fertig. In die Komposition arbeitete er Melodiezitate des Lutherlieds Ein feste Burg ist unser Gott ein. Den Text des abschließenden „Volksgesangs“ verfasste er selbst. Die Gesangsmelodie geht colla parte mit Instrumentalpartien und wird bei heutigen Aufführungen weggelassen. 
Die Uraufführung erfolgte am 14. April 1871 im Berliner Concerthaus an der Leipziger Straße unter der Leitung von Benjamin Bilse. Am 5. Mai dirigierte Wagner selbst das Stück in der Königlichen Hofoper in Anwesenheit von Kaiser Wilhelm I.

## Text
Heil! Heil dem Kaiser! König Wilhelm!

Aller Deutschen Hort und Freiheitswehr!

Höchste der Kronen,

Wie ziert Dein Haupt sie hehr!

Ruhmreich gewonnen

Soll Frieden Dir lohnen!

Der neu ergrünten Eiche gleich

Erstand durch Dich das Deutsche Reich.

Heil seinen Ahnen!

Seinen Fahnen!

Die Dich führten, die wir trugen,

Als mit Dir wir Frankreich schlugen!

Feind zum Trutz,

Freund zum Schutz!

Allem Volk das Deutsche Reich

Zu Heil und Nutz!